# Jar (rejon talicki)
Jar (ros. Яр) – osiedle w Rosji, w obwodzie swierdłowskim, w rejonie talickim. W 2010 liczyło 914 mieszkańców.